# Alundra 2 : Une Légende est née
 (mai 2011).
Si vous disposez d'ouvrages ou d'articles de référence ou si vous connaissez des sites web de qualité traitant du thème abordé ici, merci de compléter l'article en donnant les références utiles à sa vérifiabilité et en les liant à la section « Notes et références ».
Alundra 2 : Une Légende est née, ou simplement Alundra 2 (アランドラ2), est un jeu vidéo de type action-RPG développé par Matrix Software et Contrail, deux studios japonais, et sorti en 2000 sur PlayStation. Suite du très apprécié Alundra, ce volet n'a aucun rapport avec le premier opus, si ce n'est bien sûr le nom du jeu, leur police de caractères, leur compositeur (leurs musiques hypnotiques), leurs éléments graphiques, deux couples de jeunes héros et bien sûr leurs énigmes corsées, avec même, dans le dernier donjon de chaque jeu, une énigme demandant de sauter sur des parallélépipèdes disparaissant en une une seconde, afin d'enclencher un interrupteur permettant de terminer l'aventure.

## Histoire
Le joueur incarne Flint en vue objective (ajustable) et caméra tournante, ce qui est rare pour l'époque, et nécessaire à la jouabilité de l'aventure. Flint, jeune chasseur de pirates, en poursuit un père, Zeppo, et ses deux enfants, Ruby et Albert. Très vite, il rencontre la princesse Alexia, du royaume de Varuna, elle-même en quête d'aide et de revanche, le baron Diaz ayant fait emprisonner son père, le roi de Varuna. Zeppo et ses enfants sont en fait manipulés par le sorcier extra-terrestre Méphisto, de même que le baron Diaz, véritable pantin.
L'aventure, plus longue et difficile que celle d'Alundra, en 3D, avec des cinématiques et voix, dure une bonne cinquantaine d'heures, à pied, en chariot de mine puis en bateau, voire 70h pour collecter toutes les pièces de puzzle afin d'acquérir tous les mouvements d'épée, et se termine sur la station spatiale de l'Étoile, en l'atteignant à dos de dragon, libéré à Fort Dragonia, afin d'y affronter Méphisto.

## Système de jeu
Alundra 2 met l'accent sur l'aspect RPG : on a droit aux traditionnels HP et MP, appelés PA (Points d'Action) et PE (Points d'Esprit) au lieu des vaisseaux de vie et des cristaux de The Adventures of Alundra.

## Personnages
- Flint : Flint est un jeune chasseur de pirate, il est le personnage principal que contrôle le joueur.
- Alexia : Elle est la fille du roi du royaume de Varuna.
- Méphisto : Méphisto est un magicien aux pouvoirs étranges, il est capable de transformer n'importe qui en robot grâce à des clés spéciales
- Le Baron : Il est l'un des méchants du jeu en fait contrôlé par Méphisto.
- Zeppo : C'est un pirate usant de beaucoup d'humour dans le jeu. Zeppo est accompagné par ses deux enfants.
- Ruby : C'est la fille de Zeppo, elle a un faible pour Flint.
- Albert : Il est le fils de Zeppo, sans doute le plus intelligent des trois.

## Distribution

### Doublage français
- Carine Bokobsa : Audrey, Natacha la fille du Baron, Lady Milena la cheffe pirate, Naomie la mère de Flint, Lilly, Rusty, voix additionnelles
- Gérard Surugue : Zeppo le pirate, Mutox du Torotank, Nunugi le ninja et voix additionnelles
- Guy Chapellier : Baron Diaz, Pierre, Tirion le dragon, voix additionnelles
- Jean-Paul Audrain : Narrateur et voix additionnelles
- Marc Gallier :  conseiller Prunewell, Mephisto le sorcier, voix additionnelles
- Marc Saez : Marchand, voix additionnelles
- Marie-Charlotte Leclaire : Princesse Alexia, Ruby la pirate, enfants de la couronne
- Yann Pichon : Albert le pirate, Belgar/Radcliff père de Flint, voix additionnelles

### Doublage anglais
- Earl Boen : Zeppo, Mini-game male
- Jennifer Hale : Ruby, Naomi, Rusty, Royal Girl B
- Scott Menville : Albert, Messenger B, Pirate E
- Dee Bradley Baker : Mephisto, Ratcliffe/Belgar, Mutox, Pirate D
- Nancy Linari (en) : Lilly, Audrey, Dart Girl
- Betty Jean Ward : Alexia, Royal Boy A, Royal Girl D, Dart Lady
- Neil Ross : Diaz, High Priest C, Tirion
- Cam Clarke : Pierre, Pirate 1, Madd Flower, Pirate F
- Paul Lukather (en) : Narrator, High Priest A, Pirate A
- Jason Marsden : Pirate B, Kings Messenger A
- Peter Lurie : Nunugi, Villager A, Pirate C
- Paul Eiding : Prunewell, High Priest B, Store Owner, Villager B
- Mary Kay Bergman : Milena, Natasha, Royal Boy C